# Kasba Tadla
 (novembre 2010).
Si vous disposez d'ouvrages ou d'articles de référence ou si vous connaissez des sites web de qualité traitant du thème abordé ici, merci de compléter l'article en donnant les références utiles à sa vérifiabilité et en les liant à la section « Notes et références ».
Kasba Tadla (en arabe : قصبة تادلة; en tamazight : ⵇⵚⴱⵜ ⵜⴰⴷⵍⴰ) est une ville de la région Béni Mellal-Khénifra, au Maroc, elle fut fondée par la dynastie des Banou Ifren au début du XIe siècle.

## Historique
- Tadla est un nom amazigh qui signifie le bouquet de blé.
- La ville fut fondée par la Dynatie des Banou Ifren au début du XIe siècle[1]. La ville tombe aux mains des Almoravides par la suite vers 1068.
- Sur la rive droite de l'Oum Er Rbia, cité almoravide du XIe siècle, dévastée par la suite par les Hilaliens, Kasba Tadla doit sa résurrection à Moulay Ismail et à son fils qui y construisirent au XVIIe siècle le centre de leur dispositif sécuritaire : une énorme Kasba dont les deux enceintes crénelées enserrent deux mosquées et le Dar El Makhzen. On appréciera la sérénité et la noblesse de cette construction depuis le vieux pont de pierre aux dix arches inégales, construit également par Moulay Ismail et qui enjambe l'Oum Er Rbia.
- Kasba-Tadla fondée en 1687 par le sultan Moulay Ismaïl. Sa citadelle est l’une des plus importantes du Maroc. Pendant la colonisation, les Français ont transformé cette cité en garnison militaire abritant deux mosquées. L’une d’elles garde le style almohade caractérisé par une forme de losange sur le minaret. L’autre mosquée quant à elle porte une architecture sahélienne avec des piquets en bois sortant du minaret. Autre monument de la ville, le pont à dix arches qui traverse le fleuve Oum er-Rbia, construit également par le Sultan Moulay Ismaïl. Pour pouvoir bien profiter de la belle vue sur le casbah de cette ville, le visiteur doit se rendre vers le Sud de la cité, sur le petit promontoire dominé par un monument austère, avec quatre lames en béton parallèles se dressant vers le ciel.

## Monuments, sites et zones classés

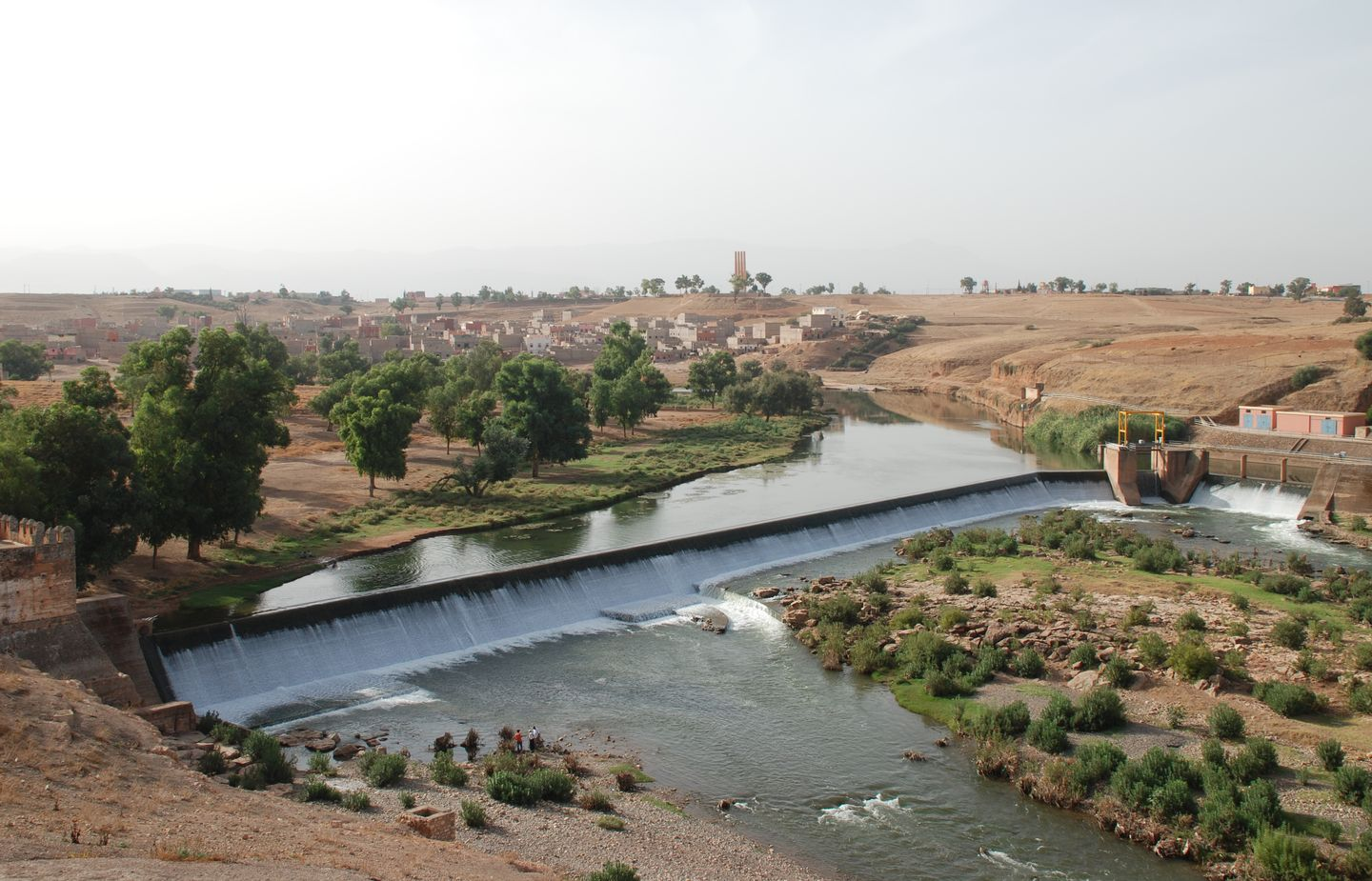

- Kasbah Tadla (Dahir du 19 novembre 1920 portant classement de divers zones et sites par application du dahir du 13 février 1914 relatif à la conservation des monuments historiques – BON°423 du 30 novembre 1920 .P. 2017).
- Kasbah Tadla et pont sur l’Oum Er-Rebia (Dahir du 28 janvier 1916 portant classement – BON° 172 du 7 février 1916 .P 140).
- Rive gauche de l’oum Er rebia à Kasba-Tadla (Dahir du 22 décembre 1943 portant classement – BON° 1926 du 14 janvier 1944 .P 19).

## Sport
- Football : JS Kasbat Tadla
- Salah Hissou, né en 1972 à Kasba Tadla, est un athlète marocain de demi-fond, qui a été notamment champion olympique du 5 000 m et recordman du monde du 10 000 m